# 小行星9098
小行星9098（英語：9098 Toshihiko）是一颗围绕太阳公转的小行星。1996年1月27日，小林隆男在大泉天文台发现了此天体。
这颗小行星的绝对星等为33.71147904268168等。